# Baryceros dubiosus
Baryceros dubiosus là một loài tò vò trong họ Ichneumonidae.